# 세이무리아
세이무리아(학명: Seymouria)는 페름기 초기에 북아메리카와 유럽에 번성했던 파충류와 유사한 고대 양서류이다. 세이무리아는 상당한 소형종이었으며, 그 크기는 2 피트(60 cm)를 넘지 않았다. 세이무리아는 서식 환경에 잘 적응했으며, 신체 일부에서는 파충류의 특성을 보이고 있다. 이런 점 때문에 한때 세이무리아는 원시 파충류로 여겨지기도 했다.